# Список Гаазьких конвенцій з міжнародного приватного права
Нижче подано перелік конвенцій, підписаних у нідерландському місті Гаага країнами-членами Гаазької конференції з міжнародного приватного права.

## «Старі» конвенції, ухвалені до 1945 року
- Конвенція від 14 листопада 1896 року про цивільний процес (французькою)
- Протокол від 22 травня 1897 року до Конвенції про цивільний процес 1896 року (фр.)
- Конвенція від 12 червня 1902 року про угоди щодо колізійних норм стосовно шлюбу (фр.)
- Конвенція від 12 червня 1902 року про угоди щодо колізійних норм і юрисдикції стосовно розлучення і роздільного проживання подружжя (фр.)
- Конвенція від 12 червня 1902 року про угоди щодо опіки над неповнолітніми (фр.)
- Конвенція від 17 липня 1905 року про цивільний процес (фр.)
- Конвенція від 17 липня 1905 року про колізійні норми щодо правових наслідків шлюбу на права і обов'язки подружжя в їхніх особистих відносинах та стосовно їхнього нерухомого майна (фр.)
- Конвенція від 17 липня 1905 року щодо позбавлення цивільних прав та подібних заходів захисту (фр.)
- Протокол від 27 березня 1931 року про юрисдикцію Постійної палати міжнародного правосуддя (фр.)

## Конвенції
1. Статут Гаазької конференції з міжнародного приватного права (англ./укр.)
2. Конвенція від 1 березня 1954 року з питань цивільного процесу (англ./укр.)
3. Конвенція від 15 червня 1955 року про право, застосовне до міжнародної купівлі-продажу товарів (англ.)
4. Конвенція від 15 квітня 1958 року про закон, застосовний до передачі права власності при міжнародній купівлі-продажу товарів (англ./рос.)
5. Конвенція від 15 квітня 1958 року про юрисдикцію вибраного суду у випадку міжнародної купівлі-продажу товарів (англ.)
6. Конвенція від 15 червня 1955 року про врегулювання колізій між законом про громадянство та законом про місце проживання (англ.)
7. Конвенція від 1 червня 1956 року про визнання правосуб'єктності іноземних товариств, асоціацій та установ (англ.)
8. Конвенція від 24 жовтня 1956 року про право, застосовне до аліментних зобов'язань щодо дітей (англ.)
9. Конвенція від 15 квітня 1958 року про визнання та виконання рішень стосовно зобов'язань про утримання щодо дітей (англ.)
10. Конвенція від 5 жовтня 1961 року щодо повноважень влади і права, застосовного до захисту неповнолітніх (англ.)
11. Конвенція від 5 жовтня 1961 року про колізії законів, які стосуються форми заповітів (англ./укр.)
12. Конвенція від 5 жовтня 1961 року, що скасовує вимогу легалізації іноземних офіційних документів (англ./укр.)
13. Конвенція від 15 листопада 1965 року про юрисдикцію, застосовне право та визнання рішень про усиновлення (англ.)
14. Конвенція від 15 листопада 1965 року про вручення за кордоном судових та позасудових документів у цивільних або комерційних справах (англ./укр.)
15. Конвенція від 25 листопада 1965 року про вибір суду (англ.)
16. Конвенція від 1 лютого 1971 року про визнання та виконання іноземних судових рішень у цивільних або комерційних справах (англ.)
17. Додатковий протокол від 1 лютого 1971 року до Конвенції про визнання та виконання іноземних судових рішень у цивільних або комерційних справах (англ.)
18. Конвенція від 1 червня 1970 року про визнання розлучень та рішень про роздільне проживання подружжя (англ.)
19. Конвенція від 4 травня 1971 року про право, застосовне до дорожньо-транспортних пригод (англ./укр.)
20. Конвенція від 18 березня 1970 року про отримання за кордоном доказів у цивільних або комерційних справах (англ./укр.)
21. Конвенція від 2 жовтня 1973 року щодо міжнародного управління майном померлих осіб (англ.)
22. Конвенція від 2 жовтня 1973 року про право, застосовне до відповідальності виробника (англ.)
23. Конвенція від 2 жовтня 1973 року про визнання і виконання рішень стосовно зобов'язань про утримання (англ./укр.)
24. Конвенція від 2 жовтня 1973 року про право, застосовне до зобов'язань про утримання (англ.)
25. Конвенція від 14 березня 1978 року про право, застосовне до режимів власності подружжя (англ./рос.)
26. Конвенція від 14 березня 1978 року про укладення та визнання дійсності шлюбів (англ.)
27. Конвенція від 14 березня 1978 року про право, застосовне до агентських угод (англ.)
28. Конвенція від 25 жовтня 1980 року про цивільно-правові аспекти міжнародного викрадення дітей (англ./укр.)
29. Конвенція від 25 жовтня 1980 року про міжнародний доступ до правосуддя (англ.)
30. Конвенція від 1 липня 1985 року про право, застосовне до трастів, та їхнє визнання (англ.)
31. Конвенція від 22 грудня 1986 року про право, застосовне до договорів міжнародної купівлі-продажу товарів (англ.)
32. Конвенція від 1 серпня 1989 року про право, застосовне до спадкування нерухомого майна померлих осіб (англ.)
33. Конвенція від 29 травня 1993 року про захист дітей та співробітництво в галузі міждержавного усиновлення (англ./укр.)
34. Конвенція від 19 жовтня 1996 року про юрисдикцію, застосовне право, визнання, виконання та співробітництво щодо батьківської відповідальності та заходів захисту дітей (англ./укр.)
35. Конвенція від 13 січня 2000 року про міжнародний захист повнолітніх осіб (англ./укр.)
36. Конвенція від 5 липня 2006 року про право, застосовне до певних прав відносно цінних паперів, які знаходяться у володінні посередника (англ.)
37. Конвенція від 30 червня 2005 року про угоди про вибір суду (англ./укр.)
38. Конвенція від 23 листопада 2007 року про міжнародне стягнення аліментів на дітей та інших видів сімейного утримання (англ./укр.)
39. Протокол від 23 листопада 2007 року про право, що застосовується до зобов'язань про утримання (англ./укр.)
40. Принципи вибору права в міжнародних комерційних договорах (англ.)
41. Конвенція від 2 липня 2019 року про визнання та виконання іноземних судових рішень у цивільних або комерційних справах (англ./укр.)